# Vingåker
Vingåker uttal (fil) är en tätort i Södermanland och centralort i Vingåkers kommun, Södermanlands län. Vingåkersån flyter genom Vingåker.

## Historia

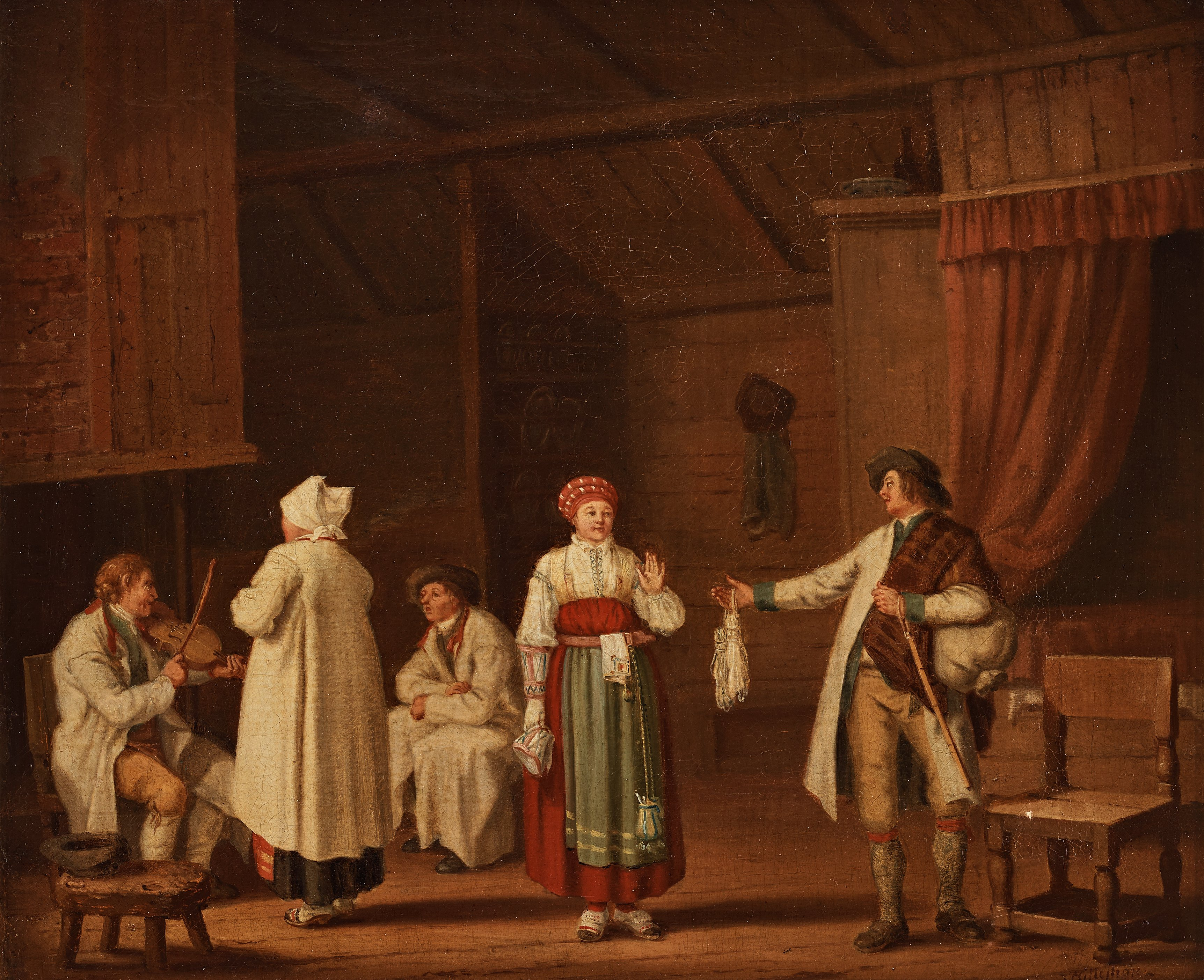
Målning av Pehr Hilleström från sent 1700-tal som visar boende i Vingåkerstrakten.

Orten låg ursprungligen kring Västra Vingåkers kyrka. Någon by med namnet Vingåker har inte funnits, kyrkbyn hette Åsen. Åsen omtalas i dokument första gången 1535, och bestod under 1500-talet av två mantal skatte samt en kvarn (från 1568 två kvarnar). Åsen har av allt att döma avsöndrad från byn Hacksta och hade utmarken gemensam med denna by de äldsta beläggen omtalar gårdarna som "På Åsen" snarare än "I Åsen" och torde ha syftat på den del av Hacksta som låg just på Åsen. Prästgården Vidåker är troligen sent avsöndrad från Åsen, och redovisas i jordeboken 1707 som en del av Åsen.
När Västra stambanan anlades på byn Vannalas ägor byggdes en ny bebyggelse upp vid stationen, också kallad Bondestad, som växte samman med den äldre bebyggelsen. 
Orten har haft en omfattande konfektionsindustri. Under 1990-talet flyttades och avvecklades stora delar av denna och upphörde helt 2005. Textilindustri är dock fortfarande kommunens största industri men numera i form av industritextil till bland annat pappersbruk vilket produceras av två företag i Högsjö. 
Vingåker är kyrkby i Västra Vingåkers socken, före 1754 benämnd Vingåkers socken,  och ingick efter kommunreformen 1862 i Västra Vingåkers landskommun, från 1963 benämnd Vingåkers landskommun. I denna inrättades för orten 4 april 1903 Vingåkers municipalsamhälle (stundom tidigt även benämnt Bondestads municipalsamhälle) som upplöstes 31 december 1962. Orten ingår sedan 1971 i Vingåkers kommun som centralort.

### Befolkningsutveckling
| Befolkningsutvecklingen i Vingåker 1900–2020 | Befolkningsutvecklingen i Vingåker 1900–2020 | Befolkningsutvecklingen i Vingåker 1900–2020 | Befolkningsutvecklingen i Vingåker 1900–2020 | Befolkningsutvecklingen i Vingåker 1900–2020 |
| -------------------------------------------- | -------------------------------------------- | -------------------------------------------- | -------------------------------------------- | -------------------------------------------- |
|                                              |                                              |                                              |                                              |                                              |
| År                                           |                                              |                                              | Folkmängd                                    | Areal (ha)                                   |
| 1900                                         | 1900                                         |                                              | 502                                          | †                                            |
| 1960                                         | 1960                                         |                                              | 4 291                                        |                                              |
| 1965                                         | 1965                                         |                                              | 4 656                                        |                                              |
| 1970                                         | 1970                                         |                                              | 5 414                                        |                                              |
| 1975                                         | 1975                                         |                                              | 5 365                                        |                                              |
| 1980                                         | 1980                                         |                                              | 5 428                                        |                                              |
| 1990                                         | 1990                                         |                                              | 5 172                                        | 387                                          |
| 1995                                         | 1995                                         |                                              | 4 837                                        | 387                                          |
| 2000                                         | 2000                                         |                                              | 4 352                                        | 390                                          |
| 2005                                         | 2005                                         |                                              | 4 362                                        | 390                                          |
| 2010                                         | 2010                                         |                                              | 4 282                                        | 387                                          |
| 2015                                         | 2015                                         |                                              | 4 548                                        | 411                                          |
| 2020                                         | 2020                                         |                                              | 4 741                                        | 422                                          |
| † Som köpingsliknande samhälle 1900.         |                                              |                                              |                                              |                                              |

## Samhället

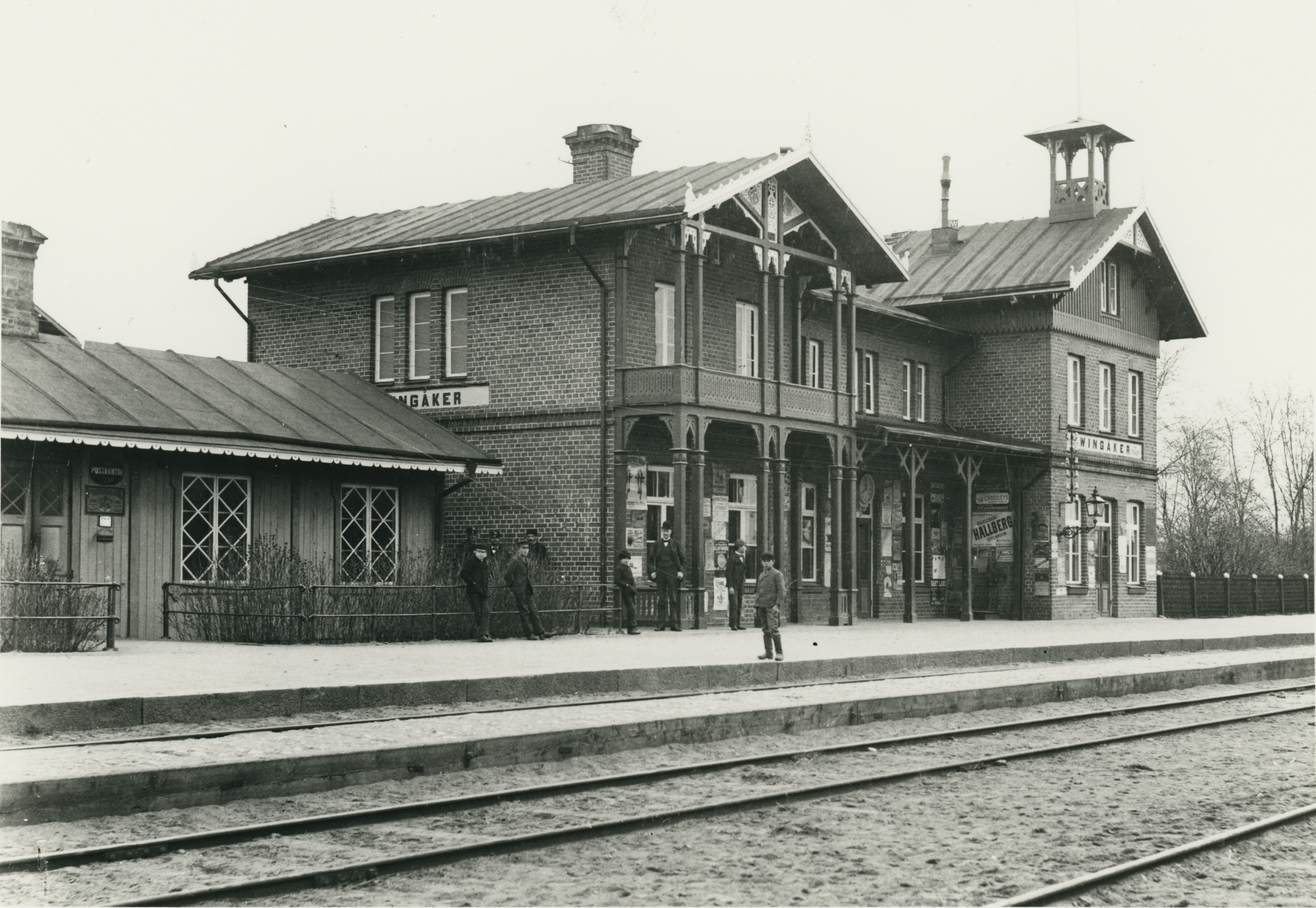

Vingåkers centrum är koncentrerat till Skräddartorget, beläget strax norr om järnvägsstationen – på vägen mot kyrkan. Det döptes för att knyta an till ortens tradition som betydande centrum för textilindustri. På och i anslutning till torget finns flera butiker. Där har man även placerat ut en skylt som talar om avståndet till kommunens olika vänorter.

## Kommunikationer
Sedan 2003 finns järnvägstrafik i form av regionala tåg på sträckan Stockholm–Södertälje–Katrineholm–Hallsberg.

## Nutida bilder

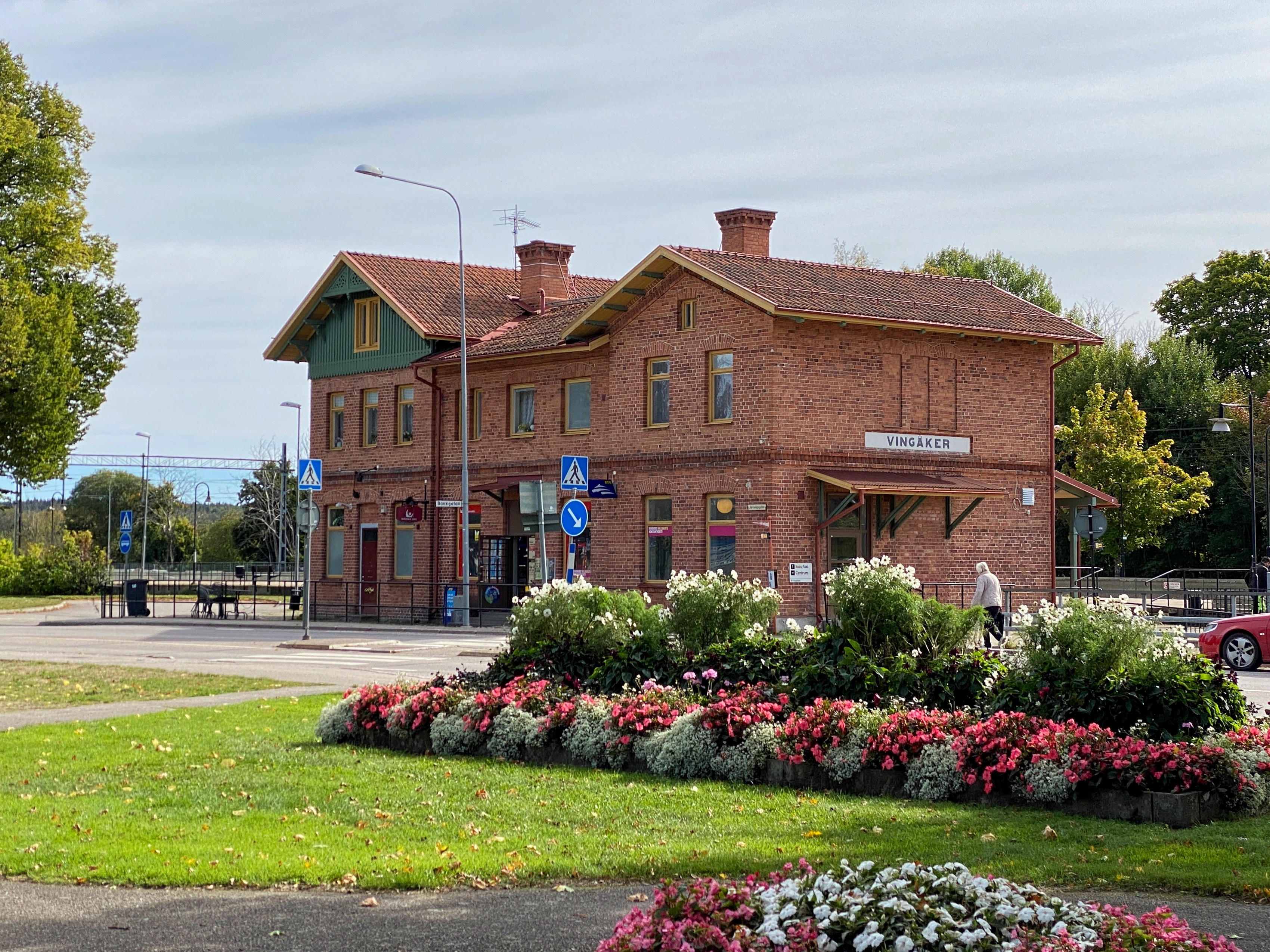
Stationsbyggnaden.
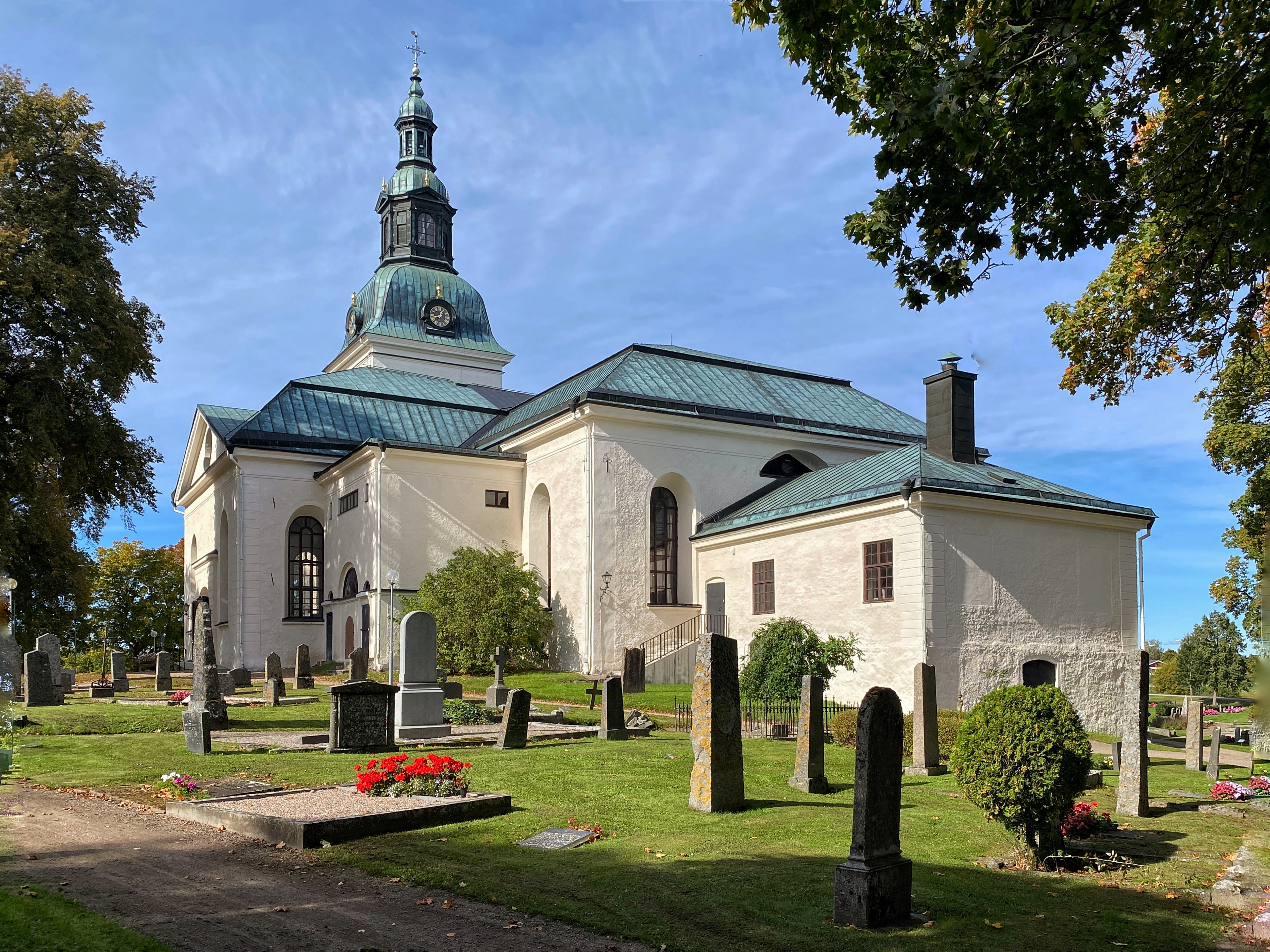
Västra Vingåkers kyrka.
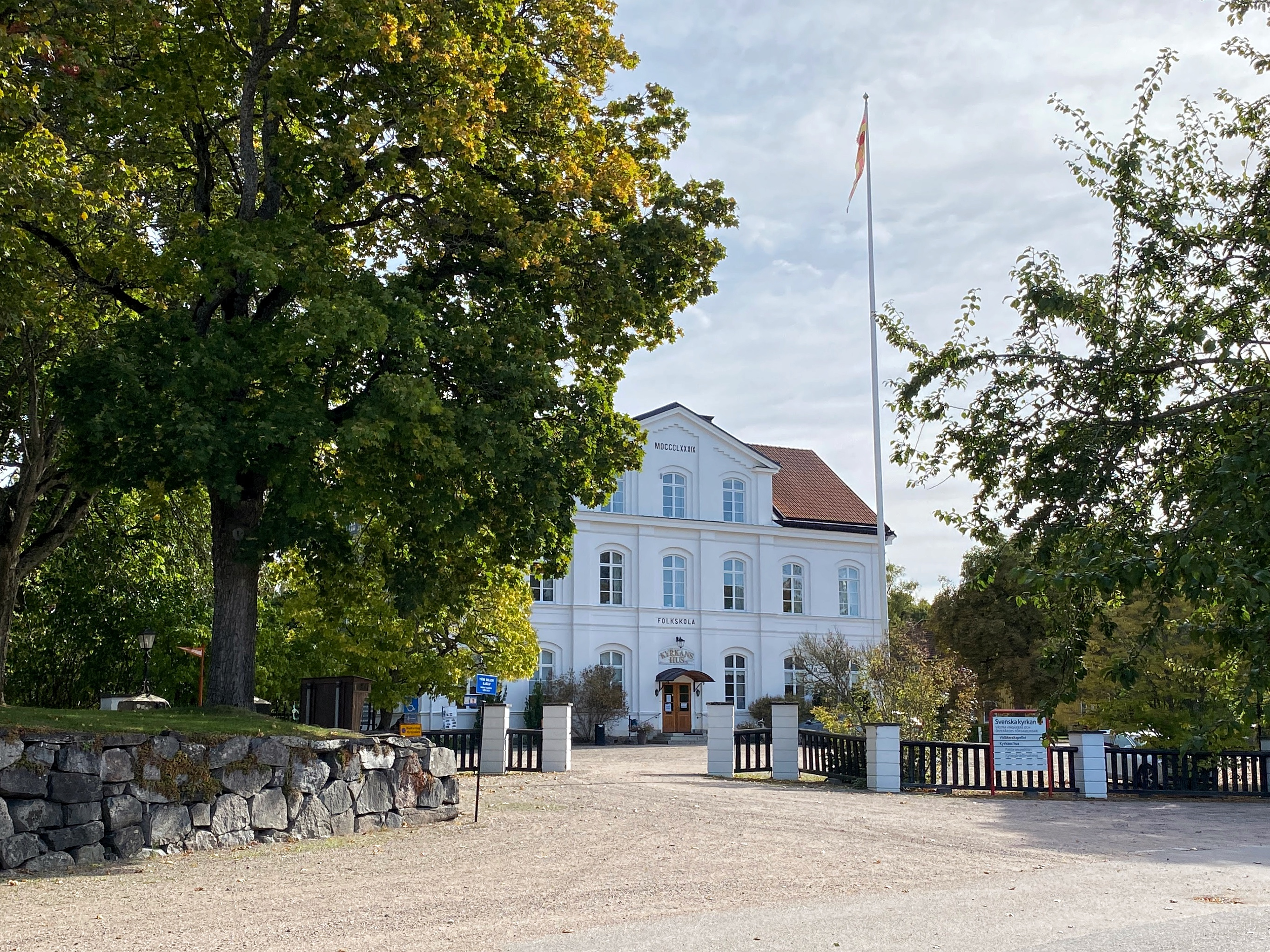
Kyrkskolan.
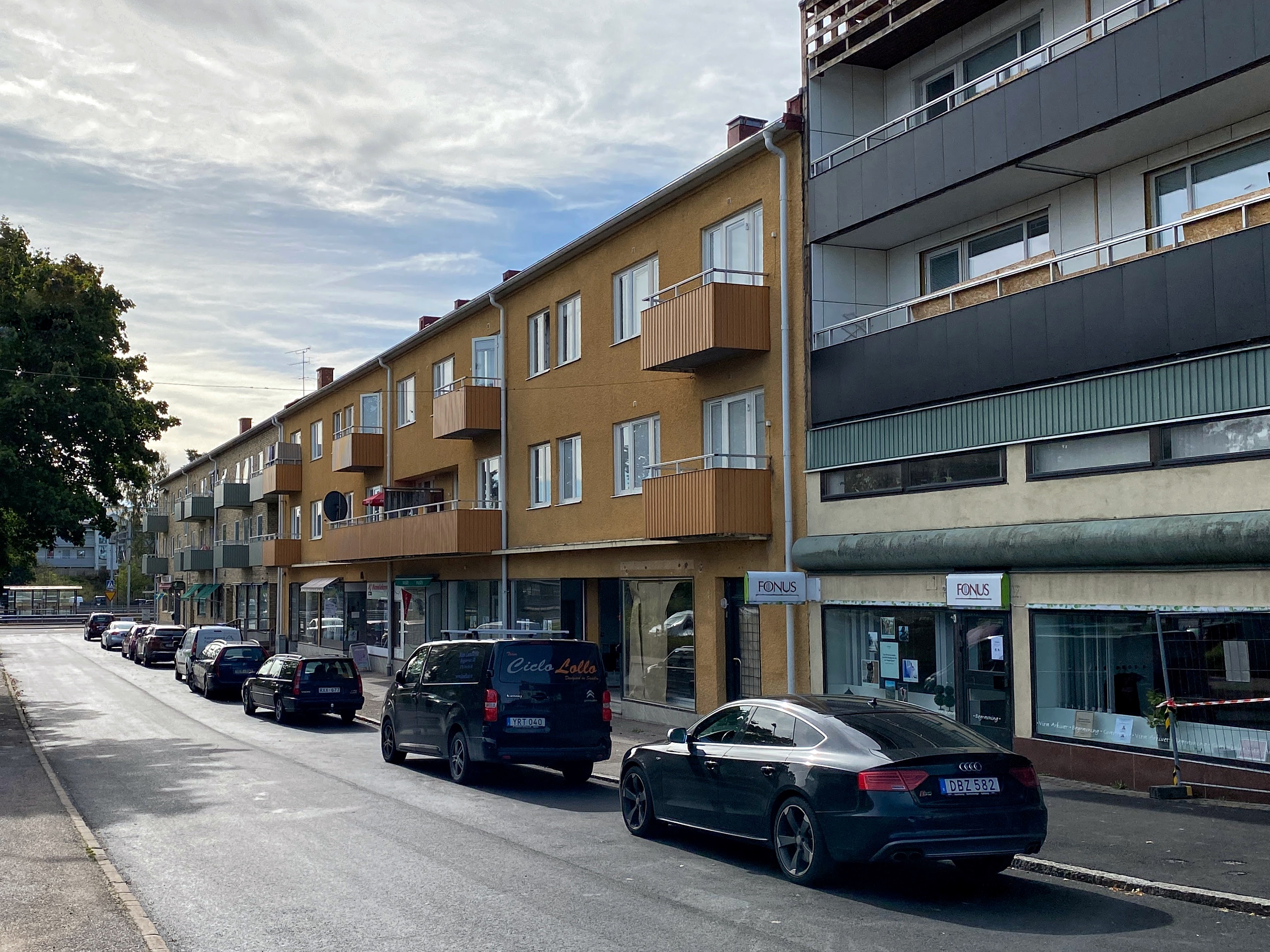
Centrumhuset.